# 331 a.C.
Il 331 a.C. (CCCXXXI a.C. in numeri romani) è un anno  del IV secolo a.C.

## Eventi
- 1º ottobre - Battaglia di Gaugamela: Alessandro Magno sconfigge Dario III di Persia in Mesopotamia e conquista la Persia
- Battaglia di Pandosia Bruzia: Alessandro il Molosso, re d'Epiro e zio di Alessandro Magno, viene sconfitto e ucciso in Italia dai Sanniti, Bruzi e Lucani
- Battaglia di Megalopoli: Antipatro, reggente di Alessandro in Macedonia e Grecia, sconfigge gli spartani comandati dal re Agide III
- Roma
  - Consolato di Gaio Valerio Potito Flaco  e di Marco Claudio Marcello.
  - Dittatore Gneo Quintilio Capitolino.
  - Più di 170 matrone vengono condannate a morte per aver avvelenato alcuni personaggi pubblici.

## Morti
- Agide III, sovrano spartano
- Aribba, militare macedone antico
- Statira I, principessa persiana